# 余师乡
余师乡是中国陕西省商洛市镇安县下辖的一个乡。2011年，余师乡被撤销，辖境并入柴坪镇。

## 行政区划
余师乡下辖以下行政区：
余师村、枇杷村、祝坪村、枫坪村、枫园村、米粮寺村、石湾村、文家庙村。